# Eupithecia corticosa
Eupithecia corticosa là một loài bướm đêm trong họ Geometridae.